# رحيم أباد موتور حسين حاتمي (أرزوئية)
رحیم أباد موتور حسین حاتمي (بالإنجليزية: Rahimabad-e Mowtowr Hoseyn Hatami)‏ هي منطقة سكنية تقع في إيران في Arzuiyeh Rural District. يقدر عدد سكانها بـ 45 نسمة .